# 로우어닷컴 필드
로우어닷컴 필드(Lower.com Field)은 미국의 축구 전용 경기장이다. 오하이오주 콜럼버스에 위치하고 있으며 MLS의 참가 클럽 콜럼버스 크루 SC의 홈경기장이다.